# Лущики (Брестская область)
Лу́щики (бел. Лушчыкі) — деревня в Кобринском районе Брестской области Белоруссии. Входит в состав Остромичского сельсовета.
По данным на 1 января 2016 года население составило 99 человек в 49 домохозяйствах.

## География
Деревня расположена в 13 км к северо-востоку от города и станции Кобрин и в 56 км к востоку от Бреста, у автодороги Р2 Кобрин-Ивацевичи.
На 2012 год площадь населённого пункта составила 0,52 км² (52 га).

## История
Населённый пункт известен с 1563 года как село Уколоды (Уклоды). В разное время население составляло:
- 1999 год: 39 хозяйств, 76 человек;
- 2005 год: 53 хозяйства, 123 человека;
- 2009 год: 107 человек;
- 2016 год[2]: 49 хозяйств, 99 человек;
- 2019 год[1]: 90 человек.